# Rho Pegasi
Rho Pegasi (ρ Pegasi, förkortat Rho Peg, ρ Peg) som är stjärnans Bayerbeteckning, är en ensam stjärna belägen i den södra delen av stjärnbilden Pegasus. Den har en skenbar magnitud på 4,90 och är svagt synlig för blotta ögat där ljusföroreningar ej förekommer. Baserat på parallaxmätning inom Hipparcosuppdraget på ca 10,5 mas, beräknas den befinna sig på ett avstånd på ca 312 ljusår (ca 96 parsek) från solen.

## Egenskaper
Rho Pegasi är en blå till vit stjärna i huvudserien av spektralklass A1 V. Den har en massa som är ca 2,8 gånger större än solens massa, en radie som är ca 3 gånger större än solens och utsänder från dess fotosfär ca 110 gånger mera energi än solen vid en effektiv temperatur på ca 9 500 K.
Rho Pegasi är en sannolik astrometrisk dubbelstjärna, enligt observationer av förändringar hos den synliga komponentens rörelse genom rymden.